# 拉讷迈尼昂
拉讷迈尼昂（法語：Lannemaignan，法語發音：[lanmɛɲɑ̃]）是法国热尔省的一个市镇，属于孔东区。

## 地理
拉讷迈尼昂（43°54'1"N, 0°12'2"W）面积8.58 平方千米，位于法国奧克西塔尼大區热尔省，该省份为法国西南部内陆省份，北起顺时针与洛特-加龙省、塔恩-加龙省、上加龙省、上比利牛斯省、大西洋比利牛斯省和朗德省接壤。
与拉讷迈尼昂接壤的市镇（或旧市镇、城区）包括：阿尔泰达尔马尼亚克、勒弗雷什、阿马尼亚克堡、蒙泰居、卡斯泰克斯-达马尼亚克、莫莱翁达马尼亚克。

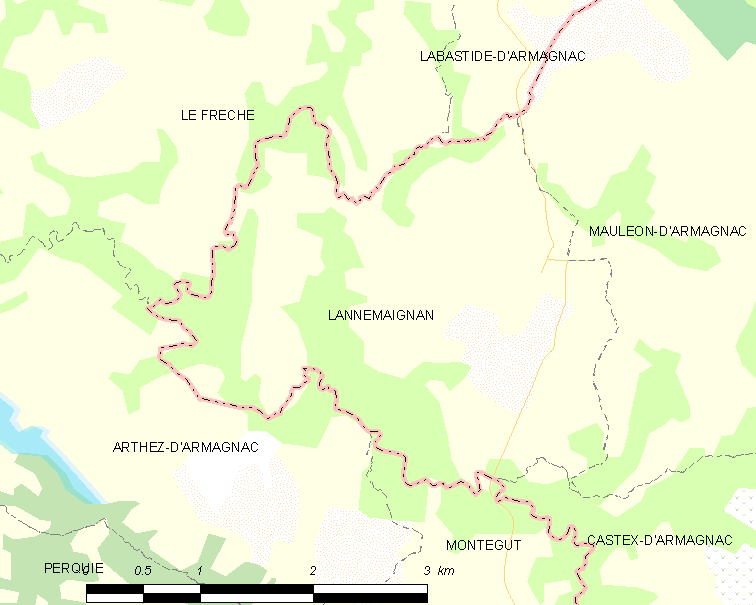
拉讷迈尼昂的OSM定位图

拉讷迈尼昂的时区为UTC+01:00、UTC+02:00（夏令时）。

## 行政
拉讷迈尼昂的邮政编码为32240，INSEE市镇编码为32189。

## 政治
拉讷迈尼昂所属的省级选区为大下阿马尼亚克县。

## 人口

1962-2008年间拉讷迈尼昂人口变化图示

拉讷迈尼昂于2022年1月1日时的人口数量为105人。